# آرام تر-هوهانیسیان (رهبر ارکستر)
آرام آرتمی تر-هوهانیسیان (ارمنی: Արամ Արտեմի Տեր-Հովհաննիսյան؛  زادهٔ ۲۵ ژانویهٔ ۱۸۸۶ - درگذشته ۲۰ دسامبر ۱۹۷۰) رهبر ارکستر، رهبر گروه کر اهل ارمنستان بود.

## زندگی‌نامه
وی در ۲۵ ژانویهٔ ۱۸۸۶ در تفلیس به دنیا آمد و از مدرسه نرسیسیان و کنسرواتوار سن پترزبورگ فارغ‌التحصیل گشت. وی در تئاتر کمدی موزیکال پارونیان فعالیت می‌کرد. همچنین برندهٔ جوایزی همچون هنرمند مردمی ارمنستان شوروی (۱۹۵۶) شده‌است. وی در ۲۰ دسامبر ۱۹۷۰ در سن ۸۴ سالگی در ایروان درگذشت.

## نگارخانه

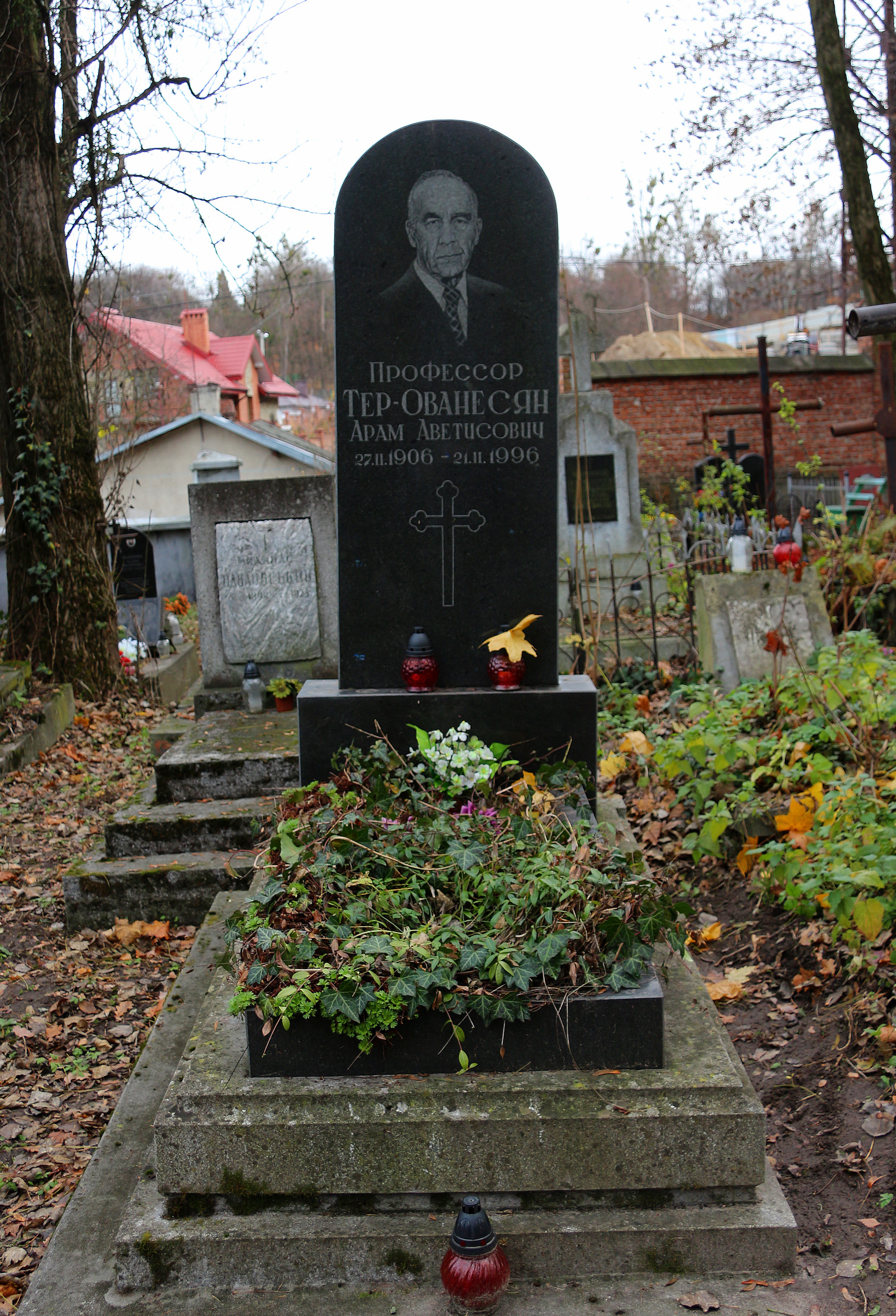